# 光之美少女偶像與你
《光之美少女偶像與你》（簡稱）由東堂泉製作的魔法少女動畫，為「光之美少女系列」第二十二作，第二十代光之美少女，於2025年2月2日在全日本新聞網的電視台播放。臺灣由東森幼幼台在2025年4月20日開始首播， 香港則由ViuTV在2025年4月26日開始首播。由今千秋擔任導演、加藤陽一擔任系列構成、杉本海帆擔任角色設計。本作的主題是偶像，並圍繞着音樂以及唱歌展開。

## 概要
本作為令和時代的第六部「光之美少女」系列作品，除標題再次回歸片假名寫法外，亦是繼《光之美少女：美樂天使》後第二部在原文標題使用「♪」符號。宣傳標語為「唱歌、跳舞，和粉絲互動♡和你一起！閃閃發亮的〜♪」。
作為首部以「偶像」為重點的光之美少女系列作品，本作以「正因為此刻有『你』在身旁，我才能如此閃閃發光、變得更強！」為主題及「因為『你』的存在，才讓偶像光之美少女閃耀強大」為概念，創造出會為了喜愛偶像光之美少女的、重要的及支持自己和他人的「你」唱歌、跳舞，和粉絲互動的傳說救世主——「偶像光之美少女」。
本作聲演咲良羽音的松冈美里以及紫雨心的高森奈津美是繼加隈亞衣和種崎敦美之後第三、四位在前作聲演妖精角色並在後作聲演光之美少女的配音員，也是本作當中連續兩位在前作聲演妖精角色並在後作聲演光之美少女的配音員。除此之外，聲演普莉露的南條愛乃也曾於《Love Live!》聲演過校園偶像團體及聲優組合μ's的成員絢瀨繪里。
本作亦於開頭新增口號，口號為。

## 故事簡介
住在花路鎮的咲良羽音是位喜歡唱歌的國中二年級生。一天，在和她的寵物狗散步的時候，她發現了正在尋找「偶像光之美少女」的普莉露。就在和普莉露說話的時候，剪剪團的黑暗伊內出現在花路鎮並奪走了鎮上人們的光芒。為了拯救普莉露的家鄉「閃耀樂園」以及鎮上人們的光芒，羽音使用「閃耀愛心變身胸針」以及「光之美少女蝴蝶結」變身成為「光之美少女」的一員——「偶像天使」，並和變身為「俏麗天使」的蒼風奈奈、變身為「心跳天使」的紫雨心以及變身為「觸動天使」和「親吻天使」的普莉露、美樂露一起保護鎮上人們的光芒，以免剪剪團中的一員再次把人們的光芒偷走。

## 登場人物
※ 注意：部分名字及用詞尚無正式中文譯名，有關翻譯暫以劇中解釋為準。

### 光之美少女
- 偶像天使、俏麗天使和心跳天使的變身咒語為。
- 心戀天使和親親天使的變身咒語為。
- 本作的團體口號為「我們是…Idol光之美少女 你與我」。

咲良羽音／偶像天使
配音：松岡美里（日本）
形象顏色：  粉色
本作主角，喜歡唱歌的國中二年級生，就讀2年A班。家裏經營着一間名為「閃耀咖啡館」的店舖，口頭禪是「閃閃發光」。生日為3月27日，櫻花之日，血型B型。
個性開朗又充滿活力的女孩，經常會即興唱出自己當下的心情，被其母親稱為「店裏的招牌偶像」。喜歡那種閃閃發光、充滿活力、笑臉燦爛的「光輝燦爛」的事物。性格也相當自由奔放，在錄製CD時，她是唯一一個選擇手拿麥克風的人。
與普莉露相遇後幫牠尋找偶像光之美少女的下落，直到為了讓熟客的小宮繪真再次閃耀，而變身成偶像天使進行戰鬥，但之後因為普莉露擅自將偶像天使的出道演出上傳的關係而驚慌失措。
與奈奈一起參與球技大會排球比賽時，因在決賽弄傷手部而需退出比賽，甚至在變身成光之美少女戰鬥時也受到一些影響。
與奈奈一起加入「偶像光之美少女研究會」後，在看到好久不見的普莉露跟梅寶居然是一直在找尋的心戀天使與親親天使時，與奈奈還有心三人一同感到驚訝。而在得知普莉露似乎忘記自己時，心情相當低落，接著嘗試以野餐形式幫助普莉露尋找記憶但失敗告終，在回程的路上得知普莉露丟失了閃耀螢光棒，決定幫助牠尋找，但適逢天氣轉壞，最終羽音在不顧其他人的勸阻下在雨中成功找到閃耀螢光棒，但卻不支暈倒。
於前作《美妙寵物 光之美少女》第50集以客串角色先行登場。
變身口號：
蒼風奈奈／俏麗天使
配音：高橋未奈美（日本）；林妍希（酪梨姐姐）（臺灣）
形象顏色：  藍色
和羽音同班的國中二年級生，是個擅長彈鋼琴，溫柔又聰明的女孩。口頭禪是。生日為7月6日，鋼琴日，血型O型。
曾在幼稚園的鋼琴比賽時和羽音見過面，在她即將上台而感到緊張不已的時候，為了鼓勵奈奈的羽音教她鼓起勇氣的魔法，那便是「眨眼」。
為了幫助給予她勇氣的羽音及找回彈鋼琴樂趣的羽森，而變身成俏麗天使進行戰鬥，然而普莉露同樣擅自地將俏麗天使的出道演出上傳。
在第18集與羽音一起加入「偶像光之美少女研究會」。
變身口號：
紫雨心／心跳天使（Cure Kyun-Kyun）
配音：高森奈津美（日本）
形象顏色：  紫色
羽音與奈奈的國中一年級學妹，就讀1年C班，為「偶像天使研究會」的創辦人。口頭禪是「！」。生日為5月11日，地方吉祥物日，血型A型。
擅長跳舞，是個內心充滿熱情、成熟穩重的女孩。渴望成為偶像光之美少女的成員，但在得知偶像光之美少女的真實情況（要與黑暗怪物戰鬥，並透過演唱會將黑暗怪物淨化）後深受打擊，因此認為自己不適合成為偶像光之美少女，直到經過羽音和奈奈的鼓勵加上正視自己的心聲後，而變身成心跳天使進行戰鬥，然而心跳天使的出道演出也同樣地被普莉露擅自上傳。
在參與球技大會排球比賽時，於準決賽對抗羽音與奈奈的班別但最終落敗。
變身口號：
普莉露／心戀天使（Cure Zukyoon）
配音：南條愛乃（日本）
神秘出現的光之美少女之一。其真實身份是來自閃耀樂園的妖精。語尾是。生日為10月9日。
當她眨眼時，眼中會閃爍著亮晶晶的光芒，來地球是為了探尋「偶像光之美少女」。曾為了尋找「偶像光之美少女」而浪費了羽音不少的零用錢。食量很大，在趁羽音沒注意時把整個熱狗堡一口吃光，甚至一大煲咖喱。
在被心發現存在時，脫口而出地說出自己的來歷並擅自地幫她約羽音與奈奈以「偶像光之美少女」的身份見面，之後更擅自將閃耀愛心變身胸針交給未成為光之美少女的心。
為了幫助羽音，而與梅寶一起使用閃耀心之鎖，雖然獲得變身成光之美少女的力量，但也付出了與羽音相處時的所有回憶作為相對的代價，也被扎克利變成暗影怪物，不過最後因為羽音所引發的奇蹟而正式恢復了自己的記憶，與其相認。
變身口號：「把你的心華麗鎖定！和你一起悸動，心戀天使！」
梅寶／親親天使
配音：花井美春（日本）
神秘出現的光之美少女之一，其真實身份足來自閃耀樂園的妖精，擁有強勢和調皮的性格。語尾是。生日為12月7日。
劇中得知過去在閃耀樂園時都獨自一人活動，不與其他妖精交流。
為了普莉露想要幫助羽音的心願，而與普莉露一起使用閃耀心之鎖，也同樣獲得變身成光之美少女的力量，但目前未知其封印的重要事物為何。後來普莉露恢復記憶之後，因為自己不是恢復普莉露記憶的人而不甘心，於是向羽音她們宣戰。
變身口號：「把你的心融化獨佔！和你一起輕吻，親親天使！」

### 閃耀樂園
皮卡莉耶
配音：大原沙耶香（日本）
閃耀樂園的女王。為人溫柔但卻有着女王般的威嚴，曾對將偶像光之美少女相关的视频上传到网站上的普莉露進行說教和懲罰。
達奈加／田中
配音：諏訪部順一（日本）
突然出現在羽音和奈奈面前的神秘男子，真實身份為來自閃耀樂園的妖精，在人類世界大多以人類身份現身。
亮出真正身份之前，直接說出她們是光之美少女，讓羽音和奈奈驚慌失措。在閃耀樂園遭到襲擊後，派駐在花路鎮的他接受皮卡莉耶女王的命令，協助偶像光之美少女對抗剪剪團，後成為偶像光之美少女的經紀人及閃耀咖啡館的兼職員工。
在回去閃耀樂園探查一番後，將普莉露失去與羽音相遇之後的相關記憶告知羽音三人。

### 剪剪團
組織成員的外衣上有剪刀的圖案。
黑暗伊內
配音：佐藤利奈（日本）
剪剪團首領，可透過幹部的腳下以影子的形式出現。最初在喬奇莉奴提到時，以長髮背影的樣貌顯現。
對幹部較為體貼，當得知幹部三人全力一起應戰光之美少女仍失敗後，不但沒有責備，更對水晶賦予力量讓幹部召喚更強大的暗影怪物。但儘管如此，她絕不容忍幹部多次任務失敗，而面對喀提身上有光芒時，更把他強制變成喀提怪。
喬奇莉奴
配音：矢作紗友里（日本）
剪剪團幹部，也是扎克利和喀提的直屬上司。女性。
負責傳達來自黑暗伊內的命令，並要求扎克利和喀提加快侵略動作。在喀提離團之後，將所有侵略任務丟給扎克利處理，即便扎克利因壓力過大請求增員，但仍舊當面拒絕。
喀提
配音：山田浩貴（日本）
剪剪團幹部，原為閃耀樂園的精靈。粗壯男性，通常以自己來自稱。因受光之美少女的影響而心中產生出光芒，而遭到黑暗伊內變成剪剪怪。最后被親親天使跟心戀天使給淨化，在離去前將自己心中一直對偶像光之美少女的熱愛說出口，是首位退役的剪剪團組織成員。
召喚黑暗怪物時都會說「取走你的光芒！喀嚓！現身吧，黑暗怪物！讓這個世界陷入一片黑暗之中吧！」
扎克利
配音：佐藤節二（日本）
剪剪團幹部，原為閃耀樂園的精靈。細瘦男性，通常以我來自稱。
與喀提同樣給淨化，是第二位退役的剪剪團組織成員，不同的是，是被新幹部的喬奇變成扎克利怪，因此沒有像黑暗伊內一樣，有再次把扎克利拉回黑暗的能力。
召喚黑暗怪物時都會說「取走你的光芒！好了，我要一刀剪斷！現身吧，黑暗怪物！讓這個世界陷入一片黑暗之中吧！」
喬奇
配音：林勇（日本）
剪剪團新幹部，全身穿著白色連帽外套的男性。
黑暗怪物
配音：矢野正明（日本）
本作刺客物質。每當黑暗怪被召喚時，天空的顏色都會變成紫色。
被打敗後會釋放彩色光束並在受害者面前形成蝴蝶結，然後與受害者一起說出一句「閃閃發光」，隨即消失，而被剪掉的蝴蝶結也會回復原狀。
可以同時抽取多人以提升相關怪物的實力。
暗影怪物
配音：矢野正明（日本）
與黑暗怪物一樣，被打敗後會釋放彩色光束並在受害者面前形成蝴蝶結，然後與受害者一起說出一句「閃閃發光」，隨即消失，而被剪掉的蝴蝶結也會回復原狀。
與黑暗怪物相比，暗影怪物對光之美少女的單人演出較有抵抗能力，初時須透過偶像光之美少女三人演唱會所使出的合體技「光之美少女 情緒高漲」或心戀啾咪的雙人演唱會所使出的合體技「光之美少女 怦然心動的 命運之吻」才能將其淨化。
若體內的核心從暗影怪物逃出去的話，就會失控，例如普莉露在受到羽音唱歌的影響下，跟著唱歌，引發奇蹟，從暗影怪物體內逃出去，連帶蝴蝶結恢復顏色和恢復記憶。

### 主角的家人
咲良和
配音：江頭宏哉（日本）
羽音的父親，與音一起經營「閃耀咖啡館」。
其鼓勵的話語讓糾結於無法讓普莉露恢復記憶的羽音振作起來。
咲良音
配音：北原沙彌香（日本）
羽音的母親，與和一起經營「閃耀咖啡館」。
咲良羽森
配音：飯田友子（日本）
羽音的妹妹。
Q太郎
配音：津田健次郎（日本）
羽音的寵物狗。
蒼風一
配音：渡部俊樹（日本）
奈奈的父親。
蒼風睦美
配音：川崎芽衣子（日本）
奈奈的母親，也是鋼琴家，目前在法國進行鋼琴表演。
紫雨信二
心的父親，在心很小的時候過世。
紫雨愛
配音：川島悠美（日本）
心的母親。
西村誠
心的外公、也是愛的父親。
西村惠子
配音：要田禎子（日本）
心的外婆，也是愛的母親。

### 花路鎮
響海斗
配音：佐久間大介（日本）
歌聲備受矚目，從嬰兒到老人都喜歡他的傳說偶像，18歲。
城蓮司
配音：西村知道（日本）
「閃耀咖啡館」的熟客。
小宮繪真
配音：松井曉波（日本）
「閃耀咖啡館」的熟客，也是漫畫出道作《兩個世界與閃亮的心》的漫畫藝術家。
森小春
配音：風間萬裕子（日本）
Pretty Holic的公關負責人，因Pretty Holic的公關活動再次成為與羽音等人接洽的負責人。
光知美朝呂
相撲選手，因名字相似光之美少女而被羽音誤會是普莉露要尋找的對象。
東中美琴
配音：村上奈津實（日本）
羽音和奈奈的同班同學，也是偶像光之美少女研究會的成員。
新橋若葉
配音：風間萬裕子（日本）
羽音和奈奈的同班同學，也是排球學會的成員，在排球上擁有頂尖級的實力。
對同為排球學會成員的翔太有好感，在球技大會排球比賽決賽獲勝後向其告白，但遭到拒絕。
坂上露卡
配音：東內麻里子（日本）
羽音和奈奈的同班同學。
富士見先生
配音：下妻由幸（日本）
羽音和奈奈的二年級導師。
寸田躍
配音：篠原彰宏（日本）
跳舞學會的成員，曾看見心的跳舞才能而邀請她加入跳舞學會，但遭到拒絕。
新野美緒
配音：飯田友子（日本）
廣播學會的成員。
翔太
配音：白井悠介（日本）
排球學會的成員，與若葉一樣在排球上擁有頂尖級的實力，在校內深受歡迎。
貴島纺
配音：松田利冴（日本）
新聞雜誌「娛樂奔馳」的記者。

### 電影角色
托多
配音：津田篤宏（Daian）（日本）
來自「艾艾島」的珊瑚妖精。
提拉
配音：內田真禮（日本）
來自「艾艾島」、討厭偶像的少女。
阿瑪斯
配音：佐倉綾音（日本）
來自「艾艾島」的傳說女神。

## 作中用語

### 故事背景
花路鎮
本作的主要舞台，為羽音、奈奈、心三人所居住的地方。
閃耀咖啡館
咲良家所經營的喫茶店，位於花路鎮。招牌菜式為拿坡里意粉和忌廉蘇打。
花路中學
羽音等人的學校。
閃耀樂園
本作登場的異世界，因光芒的泉源——巨大閃耀蝴蝶結被黑暗伊內剪斷而變成一片黑暗，從皮卡莉耶女王口中得知要修復巨大閃耀蝴蝶結得尋回全部的閃耀蝴蝶結。在塔那康口中得知閃耀樂園與花路鎮是友好城市的緣故，所以在花路鎮有專門的辦事處，而他也因此很早就被派駐在此。

### 光之美少女用語

#### 道具
閃耀愛心變身胸針
偶像光之美少女三人 (偶像天使、俏麗天使、心跳天使）的變身道具，透過搭配所屬的光之美少女蝴蝶結進行變身。
閃耀表演時間麥克風
心戀天使和親親天使的變身道具，透過搭配所屬的光之美少女蝴蝶結進行變身，也能透過此道具發動淨化技。
光之美少女蝴蝶結
光之美少女的變身道具。
閃耀愛心耳麥
偶像天使、俏麗天使、心跳天使在使出必殺技時出現並佩戴的道具，能在光之美少女戰鬥時作為與其他光之美少女進行通話用。
普莉玩具相機
普莉露所持有的相機型道具。
閃耀螢光棒
應援偶像光之美少女的道具，螢光棒上的顏色對應所應援的光之美少女代表色。
閃耀愛心變身胸針攜帶包
用來存放閃耀愛心變身胸針及光之美少女蝴蝶結的攜帶包。
閃耀蝴蝶結書
用來收納閃耀蝴蝶結的書本。
閃耀心之鎖
從梅寶出生開始就攜帶著，是個能幫助許願者實現任何願望的傳說道具。但根據皮卡莉耶女王所述說的使用方式，使用者得將自身最重要的事物封印進此道具內才可進行許願，另外此道具存在著不當使用就會產生危險的後果。

#### 技能
偶像出擊
偶像天使的技能，偶像天使按壓在胸上的閃耀愛心變身胸針後，便揮動右手且握緊右拳聚集粉色的光芒。在充能完畢後，向前衝刺，打倒敵人。
眨眨眼防護罩
俏麗天使的技能，俏麗天使按壓在胸上的閃耀愛心變身胸針後，眨了一下眼，並舉起右手，於右手上方釋放出巨大的藍色菱形以抵擋敵人帶來的傷害。
心動雷射
心跳天使的技能，心跳天使按壓在胸上的閃耀愛心變身胸針後，兩手伸出食指頂在頭上，並從髮飾釋放出多道雷射光束對敵人攻擊。
啾咪攻擊
親親天使的技能，親親天使把腰間上的閃耀心之鎖打開，涂上口紅後，便從手中召喚出八分音符。在將八分音符化為帶電擊效果的心型後，便將其砸向敵人使敵人麻痺。
心戀火箭炮
心戀天使的技能，心戀天使把腰間上的閃耀心之鑰匙打開，涂上眼影後，便從左手處召喚出音符，高舉將其充能。在充能完畢後，向前發射，打倒敵人。
光之美少女 偶像微笑
偶像天使的個人技，偶像天使開起個人演唱會，使敵人在應援偶像天使中渾然忘我，在結束演唱後釋放出巨大的粉色心形，並乘其不備把心形扔向敵人，將敵人加以淨化。
光之美少女 眨眼漸強
俏麗天使的個人技，俏麗天使開起個人演唱會，使敵人在應援俏麗天使中渾然忘我，在結束演唱後釋放出巨大的藍色菱形，並乘其不備把菱形拋向敵人，將敵人加以淨化。
光之美少女 心動節奏
心跳天使的個人技，心跳天使開起個人演唱會，使敵人在應援心跳天使中渾然忘我，在結束演唱後釋放出巨大的紫色水滴，並乘其不備把水滴揮向敵人，將敵人加以淨化。
光之美少女 情緒高漲
偶像天使、俏麗天使、心跳天使的合體技，三人開起團體演唱會，使敵人在應援偶像光之美少女中渾然忘我，在結束演唱後三人同時釋放巨大的螺旋迴捲，並乘其不備卷向敵人，將敵人加以淨化。
光之美少女 怦然心動的 命運之吻
心戀天使和親親天使的雙人技，兩人開起雙人演唱會，使敵人在應援兩人之中渾然忘我，在結束演唱後按下閃耀表演時間麥克風釋放大量音符，並乘其不備擊向敵人，將敵人加以淨化，是唯一讓黑暗伊內無法把被害人拉回黑暗的技能。

## 製作

### 發展
2024年11月，東映首次確認了本作的商標，並於隔天啟動官方網站。2025年1月5日，本作全面曝光並公布有關本作的商品。
有關故事的意圖，ABC製作人西村舞音表示本作不僅包含了作為一般想像中「偶像」的要素，也同時包含了「粉絲」的存在——「正因為有『你』在身旁、正因為有『你』在背後支持著我，我才能如此閃閃發光。但是那種光芒並非是單方面的。把傳達給我的光芒回饋給『你』，我們便能互相照耀……我們希望能夠傳達讓『你』與『我』都『璀璨無比』的作品。」而東映動畫製作人村瀨亞季則說：「一位普通的國中生在某天突然站上華麗的舞台，儘管對此十分困惑，但是依然努力著。她讓人們露出了笑顏並發出光芒。雖然說有點老生常談，但是站在聚光燈下努力的身影和我印象中的『光之美少女』不謀而合。」、「主角羽音透過她最喜愛的歌聲，與你相遇，與你一同發出光芒、成長。和這樣的羽音在一起！不管是喜歡光之美少女的你！亦或是不知道光之美少女的你！我們都希望每個不同的『你』能變得『光輝燦爛』！如果《光之美少女偶像與你》能成為孩子們一起變得閃閃發光的存在的話，我會很開心的！」

### 音樂
本作片頭曲光之美少女偶像與你 Light Up!除了繼續擔任主唱的石井亞美及吉武千颯外，也加入了同時身為配音員與動畫歌曲歌手的熊田茜音，即三人共同演唱。而片尾曲夢想的三重奏則是繼《魔法使光之美少女！》及《擁抱！光之美少女》後再次由飾演光之美少女的三位配音員（聲演偶像天使的松岡美里、聲演俏麗天使的高橋未奈美、及聲演心跳天使的高森奈津美）擔當演唱。另外，片尾曲及演唱會舞台技能的編舞跟前作《美妙寵物 光之美少女》一樣由yurinasia擔任。
演唱片頭曲的三人都有在採訪中透露出感想，石井亞美表示她已作為《光之美少女系列》的歌手3年了，與朋友和光之美少女相遇，對她來說這簡直像作夢一般幸福，而她稱她把這種幸福及感激傾注在片頭曲當中，熊田茜音則表示她在試鏡當天感到非常緊張，但是因為有溫柔的工作人員在她身旁，她才能放鬆下來。在她開始唱歌的時候，她感受到了一股力量正在推著她前進，讓她感到非常開心，並在當她得知她被選上成為能夠演唱光之美少女的歌曲後，一開始對她來說感覺就像夢一樣，最後她稱她今後會繼續用她的歌聲給大家帶來閃閃發光、充滿活力的力量。
本作亦在臺灣偶像天使、俏麗天使、心跳天使的演唱會技能均有翻唱。
片頭曲光之美少女偶像與你 Light Up!
作詞：六見純代，作曲、編曲：廣川恵一，主唱：石井亞美、熊田茜音、吉武千颯；天竺鼠姐姐（張恆安）、酪梨姐姐（林妍希）（臺灣電視版）
伴隨着故事劇情的發展，部份畫面有所更動。22集開始追加心戀天使跟親親天使的畫面。
片尾曲
夢想的三重奏（第1—21集）
作詞：大森祥子，作曲、編曲：馬瀨美咲，主唱：偶像天使（松岡美里）、俏麗天使（高橋未奈美）、心跳天使（高森奈津美）
（第22集—）
作詞：大森祥子，作曲、編曲：馬瀨美咲，主唱：偶像天使（松岡美里）、俏麗天使（高橋未奈美）、心跳天使（高森奈津美）、心戀天使（南條愛乃）、親親天使（花井美春）
插入曲
（第1、2、4、6、10—12、27集）
作詞：兒玉沙織，作曲、編曲：馬瀨美咲，主唱：偶像天使（松岡美里）
眨眼的五線譜～光之美少女！眨眼漸強音！～（第3、5、6、9、10、11、24—25集）
作詞：兒玉沙織，作曲、編曲：馬瀨美咲，主唱：俏麗天使（高橋未奈美）
心之革命～光之美少女！心動節奏！～（第7、8、10、11、26集）
作詞：兒玉沙織，作曲、編曲：馬瀨美咲，主唱：心跳天使（高森奈津美）
夢想的三重奏～光之美少女！情緒高漲！～（第11—16、23—24、27集）
作詞：大森祥子，作曲、編曲：馬瀨美咲，主唱：偶像天使（松岡美里）、俏麗天使（高橋未奈美）、心跳天使（高森奈津美）
（第17—22集）
作詞：兒玉沙織，作曲、編曲：馬瀨美咲，主唱：心戀天使（南條愛乃）、親親天使（花井美春）
GRADEN（第3、4集）
作詞：青木久美子，作曲、編曲：馬瀨美咲
（第4集）
作詞：兒玉沙織，作曲、編曲：馬瀨美咲，主唱：響海斗（佐久間大介）
GRAPE LP（第6集）
作詞：六見純代，作曲、編曲：EFFY
GRVE LP（第7集）
作詞：六見純代，作曲、編曲：EFFY，主唱：紫雨心（高森奈津美）
（第21集）
作詞：兒玉沙織，作曲、編曲：馬瀨美咲，主唱：咲良羽音（松岡美里）、普莉露（南條愛乃）

## 劇集列表
| 1 | [ 33 ]                               | 加藤陽一   | 今千秋                | 今千秋     | 上田由希子                                                                                     | 陳烔年     | 日本 ：2025年2月2日 · 臺灣 ：2025年4月20日 · 香港 ：2025年4月26日  |
| 一天，往在花路鎮的咲良羽音像往常一般和她的寵物狗Q太郎散步的時候，她發現一個飄在河面上的桃子。在好奇心的驅使下，羽音決定把它撈起，並在一道刺眼的光芒後發現了一隻名為「普莉露」的奇怪生物。普莉露跟著感到驚慌失措的羽音回到了她們家所經營的「閃耀咖啡館」，並在聽見羽音的歌聲後認為羽音是傳說中的救世主「偶像光之美少女」。儘管羽音對此表示否認，但還是答應和普莉露一起到處找出「偶像光之美少女」。而在剪剪團的總部中，高層祖奇莉娜派喀提前往地球去偷走人類的光芒。在普莉露解釋剪剪團是如何將閃耀樂園變成一片黑暗時，喀提把閃耀咖啡館的常客小宮繪真心中的「光芒」剪開，讓她變成了黑暗怪。羽音心中拯救繪真的決心讓她擁有了「光之美少女蝴蝶結」，並隨後用普莉露袋子中的「閃耀愛心變身胸針」變身成「偶像天使」。在使用了「偶像微笑」淨化黑暗怪後，羽音才意識到自己變成了「偶像光之美少女」的一員了。 |                                      |            |                       |            |                                                                                                |            |                                                                    |
| 2 |                                      | 加藤陽一   | 横内一樹              | 横内一樹   | 藤原未來夫                                                                                     | 濱野英次   | 日本 ：2025年2月9日 · 臺灣 ：2025年4月27日 · 香港 ：2025年5月3日   |
| 在與黑暗怪戰鬥過後，因普莉露擅自地把偶像天使唱歌跳舞的影片上傳到網絡而導致偶像天使突然爆紅。就在羽音不知所措時，閃耀樂園的女王皮卡莉奈忽然來電向羽音解釋閃耀樂園陷入一片黑暗的原因。某天，因為剪剪團的首領黑暗伊內剪斷了光芒的泉源（巨大閃耀蝴蝶結）的關係導致樂園漆黑一片，而她希望羽音能夠收集所有的閃耀蝴蝶結以讓閃耀樂園回復原狀的同時隱藏自己身為「偶像天使」的身份。放學後，喀提又突然出現把剛加入偶像天使研究會的東中美琴心中的光芒拿走，讓她變成黑暗怪了。在戰門時，偶像天使因為網上的持續上長的名氣而變得有些得意忘形，不過在從咯提的言語攻擊中成功保護普莉露後，偶像天使重新找回她的決心，使用了「偶像微笑」淨化黑暗怪。美琴醒來後，偶像天使對於美琴的支持表示感謝也意識到了她不單只是一名偶像，也是一位拯救世界的救世主。 |                                      |            |                       |            |                                                                                                |            |                                                                    |
| 3 |                                      | 今千秋     | 今千秋                | 飛田剛     | 小澤誠、片山敬介                                                                               | 戶杉奈津子 | 日本 ：2025年2月16日 · 臺灣 ：2025年5月4日 · 香港 ：2025年5月10日  |
| 在班級合唱練習過後，儘管羽音邀請了奈奈一起回家，但由於她想去練習隔天的鋼琴比賽而拒絕了羽音的邀請。而在下個班級合唱練習時，由於在比賽時的失誤導致奈奈心不在焉地不小心彈奏錯了音。奈奈跟羽音說了在鋼琴比賽時她所發生的失誤，羽音試圖用她的歌聲讓奈奈變得精神起來，卻意外暴露了自己就是「偶像天使」的身份；奈奈承諾保守秘密，並表示她曾目睹她作為偶像天使戰鬥的場景。放學後，羽音帶奈奈去了她的家並從一張照片當中意識到她們曾經在小時候的鋼琴比賽中見過面，而那時的羽音在教她用「眨眼」的這個咒語去增強自己的自信心。在咲良羽森打算先走一步去到新生歡迎會去看奈奈的表演時，扎古利突然出現後便把羽森心中的光芒拿走，讓她變成黑暗怪。而在偶像天使打算攻擊黑暗怪時，黑暗怪先行一步把偶像天使困在牢籠當中；雖然偶像天使叫奈奈快跑，但由於她不想再逃避的關係而拒絕離開，並表示正是因為羽森幫助她重拾了她對鋼琴的愛，她才能鼓起勇氣，想為偶像天使出一份力。奈奈心中拯救偶像天使的決心讓她擁有了「光之美少女蝴蝶結」，並隨後用普莉露袋子中的「閃耀愛心變身心口針」變身成「俏麗天使」。在使用了「眨眼漸強音」淨化黑暗怪後，她便和羽音在新生歡迎會上共同演出了。                                                                     |                                      |            |                       |            |                                                                                                |            |                                                                    |
| 4 |                                      | 井上亞樹子 | 手塚江美              | 手塚江美   | 為我井克美、沼田廣                                                                             | 中林由貴   | 日本 ：2025年2月23日 · 臺灣 ：2025年5月11日 · 香港 ：2025年5月17日 |
| 當奈奈在閃耀咖啡店表演鋼琴時，她和羽音才得知俏麗天使也因為普莉露的關係而在社交媒體上爆紅。隨後在她們討論著家喻戶曉、無人不知的偶像「響海斗」時，海斗推開了閃耀咖啡店的門。在羽音的家人們出去購買物資的時候，奈奈和海斗相繼幫忙服務客人，而奈奈表示這是一個很好的機會去了解甚麼叫做「偶像最重要的理念」。可是在他們不斷服務客人的時候，羽音對於海斗能夠那麼快熟能生巧越發產生嫉妒，海斗表示這是因為曾經有拍攝過名為《侍應看見了》的節目的功勞。在羽音的家人回來了後，海斗也準備離開。在海斗臨走前，奈奈詢問了海斗他作為偶像的理念是甚麼，而海斗回答說他希望能夠成為一個大家只要看到他就能感到期待的人。在閃耀咖啡店的顧客要回家的時候，喀提突然出現並把她的光芒偷走，讓她變成了黑暗怪。而在偶像天使使用了「偶像微笑」淨化了黑暗怪過後，羽音注意到了從沙灘那裏傳來的的歌聲，而在那裏她看到了正在表演的海斗，她便加入其中並再次感謝他的幫忙，而海斗表示這裏是他練習唱歌的秘密基地、並他很想再見到羽音後便轉身離開。隨後，一位神秘人突然出現，並直接詢問羽音和奈奈是否是光之美少女。 |                                      |            |                       |            |                                                                                                |            |                                                                    |
| 5 |                                      | 山田由香   | 佐佐木憲世            | 渡邊智喜   | 青山充                                                                                         | 徐柱星     | 日本 ：2025年3月2日 · 臺灣 ：2025年5月18日 · 香港 ：2025年5月24日  |
| 正當羽音和奈奈在閃耀咖啡店裹討論著那位神秘人是如何知道她們的真實身份時，那位神秘人也來到閃耀咖啡店。而隨後在皮卡莉奈聯絡了後，她們便得知他就是閃耀樂園來的妖精——「達奈加」，也是普莉露的朋友，此次前來是因為皮卡莉奈委任了他去做偶像光之美少女的經理人。雖然說普莉露還是認為他們不是同一個人，但田中透過以同樣的方式撫摸普莉露而證明了自己的身份。隨後田中便帶她們到花路鎮中的閃耀樂園辦事處，儘管羽咅和奈奈以為他會作為偶像經理人去協助她們，但卻被提醒拯救閃耀樂園才是重點之重，而他從旁協助她們。在收到負責Pretty Holic廣告的森小春來信後，田中同意以培訓經理的名義來協助她們。隨後在見面時，小春表示她自小開始就喜歡Pretty Holic，而現在也希望用裏面的產品他人帶來歡樂。外出時，羽音遇到了海斗，便詢問關於他作為一名偶像第一次的工作是甚麼，海斗回說是化妝品。儘管拍攝的時候偶像天使緊張不已，但由於小春在旁指導她們而最後順利完成。然而在拍攝期間，扎古利突然出現並奪走了小春心中的光芒，讓她變成了黑暗怪。在俏麗天使使用了「眨眼漸強音」淨化了黑暗怪後，廣告迅速為Pretty Holic帶來大量新客源，而羽音也從海斗那學到了職業的初心是「想讓他人微笑」。此後，田中開始在閃耀咖啡店兼職以便更好的支援偶像光之美少女她們。 |                                      |            |                       |            |                                                                                                |            |                                                                    |
| 6 |                                      | 加藤陽一   | 土田豐                | 土田豐     | 増田誠治                                                                                       | 鈴木祥太   | 日本 ：2025年3月9日 · 臺灣 ：2025年5月25日 · 香港 ：2025年5月31日  |
| 7 | 心動不已 心跳天使出道                | 加藤陽一   | 上田華子              | 上田華子   | 松浦仁美                                                                                       | 倉橋隆     | 日本 ：2025年3月23日 · 臺灣 ：2025年6月1日 · 香港 ：2025年6月7日   |
| 8 | 大家一起留宿！偶像光之美少女大研究！ | 綾奈由仁子 | 鬼頭和也              | 鬼頭和也   | 北島勇樹                                                                                       | 戶杉奈津子 | 日本 ：2025年3月30日 · 臺灣 ：2025年6月8日 · 香港 ：2025年6月14日  |
| 9 |                                      | 井上亞樹子 | 佐佐木憲世            | 岩井隆央   | 竹森由加、赤田信人、                                                                           | 中林由貴   | 日本 ：2025年4月6日 · 臺灣 ：2025年6月15日 · 香港 ：2025年6月21日  |
| 10 | 發行CD 偶像光之美少女                | 山田由香   | 横内一樹              | 廣嶋秀樹   | 、武内啓、野上慎也、鈴木伸一、桝井一平、石井麻衣                                               | 徐柱星     | 日本 ：2025年4月13日 · 臺灣 ：2025年6月22日 · 香港 ：2025年6月28日 |
| 11 |                                      | 加藤陽一   | 小川孝治              | 飛田剛     | 稲上晃、上田由希子                                                                             | 今井美紀   | 日本 ：2025年4月20日 · 臺灣 ：2025年6月29日 · 香港 ：2025年7月5日  |
| 12 |                                      | 井上亞樹子 | 篠原花奈              | 篠原花奈   | 廣中美佳、小澤誠                                                                               | 濱野英次   | 日本 ：2025年4月27日 · 臺灣 ：2025年7月6日 · 香港 ：2025年7月12日  |
| 13 |                                      | 山田由香   | 村上貴之              | 村上貴之   | 青山充                                                                                         | 戶杉奈津子 | 日本 ：2025年5月4日 · 臺灣 ：2025年7月13日 · 香港 ：2025年7月19日  |
| 14 |                                      | 稲葉央明   | 今千秋                | 今千秋     | 藤原未來夫                                                                                     | 中林由貴   | 日本 ：2025年5月11日 · 臺灣 ：2025年7月20日 · 香港 ：2025年7月26日 |
| 15 |                                      | 綾奈由仁子 | 岩井隆央              | 小川孝治   | 岩井隆央                                                                                       | 玖遠       | 日本 ：2025年5月18日 · 臺灣 ：2025年7月27日 · 香港 ：2025年8月2日  |
| 16 |                                      | 井上亞樹子 | 廣末悠奈              | 廣末悠奈   | 增田誠治、沼田廣                                                                               | 鈴木祥太   | 日本 ：2025年5月25日 · 臺灣 ：2025年8月3日 · 香港 ：2025年8月9日   |
| 17 |                                      | 山田由香   | - 小川孝治 - 河原龍太 | 今千秋     | 酒井夏海、内田陽子、片山敬介                                                                   | 佐藤千恵   | 日本 ：2025年6月1日 · 臺灣 ：2025年8月10日 · 香港 ：2025年8月16日  |
| 18 |                                      | 加藤陽一   | 中島啓太郎            | 中島啓太郎 | 竹森由加、赤田信人、                                                                           | 戶杉奈津子 | 日本 ：2025年6月8日 · 臺灣 ：2025年8月17日 · 香港 ：2025年8月23日  |
| 19 | 兩人的誓言♪心戀天使＆親親天使出道！  | 加藤陽一   | 横内一樹              | 横内一樹   | 上田由希子、美馬健二                                                                           | 中林由貴   | 日本 ：2025年6月15日 · 臺灣 ：2025年8月24日 · 香港 ：2025年8月30日 |
| 20 | 噗哩 尋找記憶的野餐                  | 金杉弘子   | 土田豊                | 土田豊     | 松浦仁美                                                                                       | 徐柱星     | 日本 ：2025年6月22日 · 臺灣 ：2025年8月31日 · 香港 ：2025年9月6日  |
| 21 | 出色！奇跡的合唱！                   | 大河內一樓 | 佐藤雅教              | 岩井隆央   | 廣中美佳、稲上晃                                                                               | 鈴木祥太   | 日本 ：2025年6月29日                                               |
| 22 | 偶像光之美少女VS心戀啾咪？！         | 稲葉央明   | 林嘉姫                | 林嘉姫     | 小澤誠、洪範錫                                                                                 | 佐藤千恵   | 日本 ：2025年7月6日                                                |
| 23 | 這就是我的簽名！                     | 綾奈由仁子 | 鬼頭和也              | 鬼頭和也   | 北島勇樹                                                                                       | 戶杉奈津子 | 日本 ：2025年7月13日                                               |
| 24 | 達奈加的暑假！                       | 井上亞樹子 | 佐佐木憲世            | 廣嶋秀樹   | 藤原未來夫                                                                                     | 中林由貴   | 日本 ：2025年7月20日                                               |
| 25 | 在向日葵花海中眨眼                   | 山田由香   | 村上貴之              | 村上貴之   | 玖遠                                                                                           | 徐柱星     | 日本 ：2025年7月27日                                               |
| 26 | 越心動越易上手                       | 金杉弘子   | 横内一樹              | 岩井隆央   | 、竹森由加、村山里野                                                                           | 鈴木祥太   | 日本 ：2025年8月3日                                                |
| 27 | CureTube開拍！                       | 稲葉央明   | 中島豊                | 渡邊智喜   | 石井麻衣、鈴木伸一、西山華怜、杜林桂、簫宇庭、小西亞實、野上慎也、桝井一平、那須野文、安齊佳恵 | 新井佳奈   | 日本 ：2025年8月10日                                               |
| 28 | 汪汪！與Q太郎一起！                  | 井上亜樹子 | 河原龍太              | 今千秋     | 上田由希子、片山敬介                                                                           | 戶杉奈津子 | 日本 ：2025年8月17日                                               |
| 29 | 梅寶的朋友                           | 待公布     | 待公布                | 待公布     | 待公布                                                                                         | 待公布     | 日本 ：2025年8月24日                                               |

## 播放媒體
| 播映地區 | 播映電視台                              | 播映日期      | 播映時間（UTC+9）  | 備註     |
| -------- | --------------------------------------- | ------------- | ------------------ | -------- |
| 日本全國 | - 朝日放送電視台 - 朝日電視台系列全24台 | 2025年2月2日— | 星期日 08:30—09:00 | [ 註 4 ] |
| 鳥取縣   | 山陰放送                                | 2025年2月9日— | 星期日 06:15—      | 不適用   |
| 島根縣   | 山陰放送                                | 2025年2月9日— | 星期日 06:15—      | 不適用   |

| 播映地區 | 播映電視台 | 播映日期       | 播映時間                    | 備註           |
| -------- | ---------- | -------------- | --------------------------- | -------------- |
| 臺灣     | 東森幼幼台 | 2025年4月20日— | 星期日 09:00—09:30（UTC+8） | [ 註 5 ] [ 4 ] |
| 臺灣     | 東森幼幼台 | 2025年4月26日— | 星期六 08:00—08:30（UTC+8） | [ 4 ] [ 註 6 ] |
| 香港     | ViuTV      | 2025年4月26日— | 星期六 17:00—17:30（UTC+8） | [ 10 ]         |

| 播映地區 | 播映平台 | 播映日期       | 播映時間                                  | 備註   |
| -------- | -------- | -------------- | ----------------------------------------- | ------ |
| 臺灣     | YouTube  | 2025年7月31日— | 星期四 19:00（東森幼幼台Youtube官方頻道） | [ 56 ] |

## BD&DVD
| 卷數 | 卷數               | 發售日期      | 收錄集數  | 規格編號  | 封面人物                                    | 備註   |     |
| DVD  | DVD                | DVD           | DVD       | DVD       | DVD                                         | DVD    | DVD |
| ---- | ------------------ | ------------- | --------- | --------- | ------------------------------------------- | ------ | --- |
|      | 1                  | 2025年6月25日 | 1—3       | HPBR-3071 | 心跳天使、偶像天使、俏麗天使 美樂露、普莉露 | [ 58 ] |     |
| 2    | 2025年7月23日預定  | 4—6           | HPBR-3072 | 偶像天使  |                                             | [ 58 ] |     |
| 3    | 2025年8月27日預定  | 7—9           | HPBR-3073 | 俏麗天使  |                                             | [ 58 ] |     |
| 4    | 2025年9月24日預定  | 10—12         | HPBR-3074 | 心跳天使  |                                             | [ 58 ] |     |
| 5    | 2025年10月22日預定 | 13—15         | HPBR-3075 | 待公布    |                                             | [ 58 ] |     |
| 6    | 2025年11月26日預定 | 16—18         | HPBR-3076 | 待公布    |                                             | [ 58 ] |     |
| 7    | 2025年12月24日預定 | 19—21         | HPBR-3077 | 待公布    |                                             | [ 58 ] |     |
| 8    | 2026年1月28日預定  | 22—24         | HPBR-3078 | 待公布    |                                             | [ 58 ] |     |
| 9    | 2026年2月25日預定  | 25—27         | HPBR-3079 | 待公布    |                                             | [ 58 ] |     |
| 10   | 2026年2月25日預定  | 28—30         | HPBR-3080 | 待公布    |                                             | [ 58 ] |     |
| 11   | 2026年3月25日預定  | 31—33         | HPBR-3081 | 待公布    |                                             | [ 58 ] |     |
| 12   | 2026年3月25日預定  | 34—36         | HPBR-3082 | 待公布    |                                             | [ 58 ] |     |
| 13   | 2026年4月22日預定  | 37—39         | HPBR-3083 | 待公布    |                                             | [ 58 ] |     |
| 14   | 2026年4月22日預定  | 40—42         | HPBR-3084 | 待公布    |                                             | [ 58 ] |     |
| 15   | 2026年5月27日預定  | 43—45         | HPBR-3085 | 待公布    |                                             | [ 58 ] |     |
| 16   | 2026年5月27日預定  | 46—49         | HPBR-3086 | 待公布    |                                             | [ 58 ] |     |

## 評價

### 劇情及角色設計
動畫新聞網評論員麗貝卡·西爾弗曼（Rebecca Silverman）在播到第12集時發表了對目前劇情的評論。西爾弗曼稱比起前兩作《美妙寵物 光之美少女》及《開闊天空！光之美少女》，本作《光之美少女偶像與你》比較像是能夠輕易進入光之美少女世界的一部作品，與《熱情閃耀！光之美少女》較為類似。隨後西爾弗曼繼續補充，指出本作的角色設計較為平庸，尤其是羽音。就她而言，羽音不像奈奈和心般有著短期的夢想，而是把「對未來沒有具體的夢想」作為構建她角色的一部分，在第11集的最後，羽音選擇「成為偶像天使」作為她的短期夢想，而不是以「咲良羽音」這個身份成為偶像，這種類型的處理在同類型的作品中較為罕見，尤其是考慮到羽音對唱歌的熱愛以及和人氣偶像——響海斗的友誼。海斗代表著偶像所付出的努力，儘管沒有說明他為何如此努力，但他也讓羽音有所思考，成為她思考的其中一個因素。雖然羽音總是給人一種阻礙前期劇情進展的膚淺形象，但西爾弗曼並不相信她真的是這樣。
Real Sound評論員川崎龍也在第1集當天播完後分享了他對於本作的看法——他說，在看完《美妙寵物 光之美少女電影：心跳加速 遊戲世界大冒險！》後，他有時間便會去了解她們的設定以及配音員，而當他發現每季都是每年2月份開始後，他便很期待本作會呈現怎樣的世界觀。就他而言，本作在融合了偶像元素的同時，也延續以往作品的風格，讓粉絲們留下了深刻的印象。不過他也表示，偶像的世界並非總是如此閃閃發光，要如何去體現作為偶像的雙面性也值得關注。

## 改編作品

### 電影版
《電影光之美少女偶像與你♪久等了！為你送上閃耀的現場演唱會！》
該作的獨立電影將於2025年9月12日上映。《開闊天空！光之美少女》及《美妙寵物 光之美少女》的光之美少女將會於本電影中以客串角色的身份登場。

### 漫畫版
與之前同系列的作品一樣，上北雙子在2025年3月號於講談社的《Nakayoshi》連載。

## 外部連結
電視動畫
- 朝日放送電視台官方網站 （日語）
- 東映動畫官方網站 （日語）
- 東森幼幼台官方網站 （中文）
- 《光之美少女偶像與你》的X（前Twitter） （日語）

電影動畫
- 官方網站 （日語）